# Jordan 191
La Jordan 191 fu la prima monoposto costruita dal team Jordan Grand Prix per concorrere al campionato mondiale di Formula 1 nella stagione 1991.

## Contesto
Già dal 1989 Eddie Jordan, da dieci anni costruttore di buon successo nelle categorie motoristiche inferiori, aveva iniziato a valutare il debutto in Formula 1. Un anno dopo aveva ingaggiato il progettista Gary Anderson e fatto richiesta formale per esordire nella massima categoria, ottenendo infine una risposta positiva.

## Progetto
Dal punto di vista tecnico, Jordan inizialmente pensò di montare sulla vettura un motore V10 Judd; Anderson tuttavia riuscì a entrare in contatto col direttore operativo della Cosworth, Bernard Ferguson, tramite il quale si giunse a un accordo che portò in dote al team propulsori Ford. La casa americana garantì al team irlandese un trattamento più favorevole rispetto ad altre squadre di bassa fascia, mettendo a disposizione il motore HB da 8 cilindri a V, portato all'esordio un anno prima dalla Benetton Formula (la quale al contempo beneficiava di una versione più evoluta per via del suo contratto di esclusiva); tale unità motrice, pur se meno sofisticata e performante dei V12 e V10 montati dai top-team Ferrari, McLaren e Williams, era infatti compatta, di semplice messa a punto e parca nei consumi di carburante. Al contempo, per via del fatto che le altre scuderie "minori" motorizzate Ford (Footwork, Fondmetal, AGS, Larrousse, Coloni) utilizzavano il più antiquato DFR, la casa irlandese godette su di esse di un immediato vantaggio.
Attorno al motore (accoppiato a un cambio trasversale manuale Hewland a sei marce+RM), Anderson progettò, insieme ai collaboratori Andrew Green e Mark Smith, una macchina apparentemente non molto "ardita" e a prima vista basata su concetti tradizionali e linee pulite, ma in realtà ricca di soluzioni ricercate ed elaborate.
Il disegno era molto compatto e riprendeva alcuni principi comuni a diverse monoposto coeve: tra gli aspetti innovativi si annoverava il musetto, semirialzato e stretto, con l'alettone inglobato ad esso, esteso frontalmente con un piccolo sbalzo ed arcuato verso l'alto nella parte frontale; tale soluzione riprendeva parzialmente quanto introdotto sulla Tyrrell 019 da Harvey Postlethwaite e Jean-Claude Migeot. Sempre nell'ala anteriore spiccavano le bandelle laterali, abbastanza alte, e le due superfici alari supplementari sovrapposte al "piatto", contornate da splitter e nolder, aventi lo scopo di accelerare i flussi e ridurre lo strato limite sulla superficie alare principale, ma anche di indirizzare i filetti fluidi della parte superiore direttamente verso le fiancate, "saltando" l'area delle sospensioni. 
Le pance laterali, marcatamente ribassate, offrivano poca superficie all'aria, incrementando la penetrazione aerodinamica, ed erano raccordate alla coda in un modo che accentuava parecchio la cosiddetta zona Coca-Cola, ricordando vagamente il disegno a "cassa di violino" visto sulle coeve Ferrari progettate da John Barnard; il disegno della macchina irlandese mostrava bensì una rastrematura ancor più marcata.
Il rollbar e il cofano motore erano molto avvolgenti, tanto che la parte esterna di quest'ultimo ricalcava il supporto del filtro dell'aria del motore. L'airscope inoltre descriveva una sorta di "onda", protesa in avanti sopra il capo del pilota.
Il profilo estrattore aveva dimensioni generose e sfruttava al limite le prescrizioni regolamentari: era composto da due canali Venturi simmetrici a forma di semicerchio, in una sorta di versione semplificata di quanto ideato da Neil Oatley per le coeve McLaren.
In sostanza il disegno aerodinamico era semplice ed estremo allo stesso tempo, improntato molto sulla riduzione degli attriti e sull'ottimizzazione della penetrazione aerodinamica, più che sulla ricerca del carico: all'epoca era del resto possibile utilizzare assetti molto rigidi con altezze da terra minime, che consentivano una notevole efficienza del fondo della macchina grazie ad un alto livello di evacuazione dei flussi dal fondo scocca.
Le sospensioni (sviluppate da Green) erano a triangoli sovrapposti di tipo push rod, una soluzione all'avanguardia nella gestione delle escursioni delle ruote, ma che unito ad un angolo di bancata del motore di soli 75°, non permetteva di abbassare ulteriormente il baricentro della macchina. All'avantreno venne inoltre sperimentata la soluzione del monoammortizzatore (ripresa dalla Ferrari l'anno seguente), che però irrigidiva ulteriormente la macchina e creava problemi di beccheggio.
Il telaio era monoscocca in fibra di carbonio, in un sol pezzo con la carrozzeria, una scelta più avanguardistica rispetto anche ai progetti di squadre più blasonate come Ferrari e Mclaren, che invece avevano i due elementi separati.
Per quanto concerne le forniture, il carburante venne offerto dalla BP, mentre per le gomme ci si accordò con Goodyear.

## Denominazione
La vettura inizialmente era stata battezzata 911; sul finire del 1990 tuttavia la Porsche chiese alla Jordan di modificare la denominazione, ritenendola foriera di confusione con la propria vettura stradale di punta. Il numero identificativo della monoposto fu pertanto mutato in 191.

## Livrea e sponsorizzazioni
All'atto della presentazione e dei primi collaudi, nell'inverno 1990-1991, la prima Jordan di Formula 1 era completamente nera (colore naturale della fibra di carbonio) e adornata su cofano motore e fiancate dal solo logo della scuderia, senza alcuno sponsor; ciò fece sorgere dubbi tra la stampa riguardo all'effettiva solidità economica del team.
In effetti Eddie Jordan nel 1990 aveva lungamente trattato per ottenere il sostegno della Camel (già al suo fianco nelle formule minori), che aveva appena ritirato il suo appoggio alla Lotus; il suo collaboratore Mark Gallagher disse che Jordan aveva addirittura intavolato trattative per rilevare la storica squadra inglese, nel tentativo di imitare quanto fatto tempo addietro da Ron Dennis alla McLaren grazie all'appoggio della Marlboro. L'affare però non andò in porto e, dinnanzi alla decisione del patron di proseguire l'avventura con un proprio team, la Camel non ritenne di confermargli le sponsorizzazioni, stringendo invece un accordo con la Benetton.
Jordan a quel punto provò a rivolgersi proprio alla Marlboro, che non di rado aveva sponsorizzato più di una scuderia: essa si limitò a indicargli due piloti del proprio World Championship Team (Andrea De Cesaris e Bertrand Gachot), rifiutando però di investire direttamente nel team. 
La svolta si ebbe allorché il gruppo PepsiCo decise di ridurre la propria sponsorizzazione al cantante Michael Jackson, devolvendo parte del denaro risparmiato proprio in favore della scuderia irlandese. La 191 fu quindi pellicolata nel colore verde del marchio 7 Up, al quale si aggiunse sulle fiancate il blu della Ford, entro cui trovarono altresì spazio i brand Denim e Osama Writing Instruments (il cui sostegno fu però discontinuo lungo il corso della stagione). Il colore verde fu particolarmente gradito a Jordan, in quanto era anche la tinta rappresentativa dell'Irlanda, il cui ente del turismo parimenti accettò di sottoscrivere un contratto di sponsorizzazione.
L'accordo con 7 Up fece però saltare l'accordo con Kodak, che si era detta disposta a essere co-sponsor in virtù del fatto che un'eventuale Jordan-Camel avrebbe adottato una livrea gialla, giudicata coerente con la propria identità visiva. Eddie Jordan allora ricorse a una soluzione pragmatica: stilò un elenco di società che avevano il verde come colore istituzionale, tra le quali emerse la Fujifilm, che trovò lo schema cromatico della vettura affine al proprio brand e appose il suo marchio su fiancate e alettoni, stanziando una cifra finanche più alta di quella di 7 Up.

## Rendimento agonistico
Fin dai primi test, condotti con John Watson alla guida, la vettura si rivelò veloce e facile da guidare, nonché nella messa a punto, grazie anche alla compattezza del V8 Ford-Cosworth.
Essendo un team esordiente, la Jordan dovette per la prima metà della stagione disputare le prequalifiche: già dalla gara d'esordio tuttavia la 191 segnò tempi ben migliori di quelli delle monoposto di bassa fascia e superò il "taglio" sempre agevolmente, con la sola eccezione dell'esclusione di Andrea De Cesaris alla prima gara dovuta a un suo errore; in virtù della costanza di rendimento, le Jordan furono poi direttamente ammesse alle qualifiche.
Nelle 16 tappe del mondiale la 191 fu competitiva a medio-alto livello, centrando un buon numero di piazzamenti a punti; inoltre Bertrand Gachot stabilì il giro più veloce in gara al GP d'Ungheria.
Pochi giorni dopo il pilota belga fu arrestato e l'auto numero 32 fu quindi affidata per il GP del Belgio al debuttante Michael Schumacher, che oltre a convincere il patron a seguito di un test godeva anche del supporto economico della Mercedes-Benz e degli sponsor tic tac e Dekra. Tuttavia già dalla gara successiva il giovane tedesco passò alla Benetton, che girò alla Jordan a titolo gratuito la propria seconda guida Roberto Moreno, che corse in Italia e Portogallo per poi essere sostituito nelle ultime tre gare dall'italiano Alessandro Zanardi; nessuno dei rimpiazzi di Gachot seppe però andare a punti.
La vettura 33 rimase sempre affidata a Andrea De Cesaris, che quindi ottenne 9 delle 13 lunghezze conquistate dalla Jordan, che fu quindi quinta nel mondiale costruttori 1991: nella classifica piloti De Cesaris fu infine nono e Gachot tredicesimo.

### Risultati completi in Formula 1
| Anno | Team            | Motore          | Gomme | Piloti     |     |     |     |     |   |     |     |     |   |   |     |     |    |     |     |   | Punti | Pos. |
| ---- | --------------- | --------------- | ----- | ---------- | --- | --- | --- | --- | - | --- | --- | --- | - | - | --- | --- | -- | --- | --- | - | ----- | ---- |
| 1991 | Team 7UP Jordan | Ford HB4 3.5 V8 | G     | Gachot     | 10* | 13* | Rit | 8   | 5 | Rit | Rit | 6   | 6 | 9 |     |     |    |     |     |   | 13    | 5º   |
| 1991 | Team 7UP Jordan | Ford HB4 3.5 V8 | G     | Schumacher |     |     |     |     |   |     |     |     |   |   | Rit |     |    |     |     |   | 13    | 5º   |
| 1991 | Team 7UP Jordan | Ford HB4 3.5 V8 | G     | Moreno     |     |     |     |     |   |     |     |     |   |   |     | Rit | 10 |     |     |   | 13    | 5º   |
| 1991 | Team 7UP Jordan | Ford HB4 3.5 V8 | G     | Zanardi    |     |     |     |     |   |     |     |     |   |   |     |     |    | 9   | Rit | 9 | 13    | 5º   |
| 1991 | Team 7UP Jordan | Ford HB4 3.5 V8 | G     | De Cesaris | NPQ | Rit | Rit | Rit | 4 | 4   | 6   | Rit | 5 | 7 | 13* | 7   | 8  | Rit | Rit | 8 | 13    | 5º   |

| Legenda | 1º posto     | 2º posto | 3º posto    | A punti         | Senza punti/Non class.  | Grassetto – Pole position Corsivo – Giro più veloce |
| Legenda | Squalificato | Ritirato | Non partito | Non qualificato | Solo prove/Terzo pilota | Grassetto – Pole position Corsivo – Giro più veloce |

- Indica quei piloti che non hanno terminato la gara ma sono ugualmente classificati avendo coperto, come previsto dal regolamento, almeno il 90% della distanza totale.